# Katholieke Leergangen

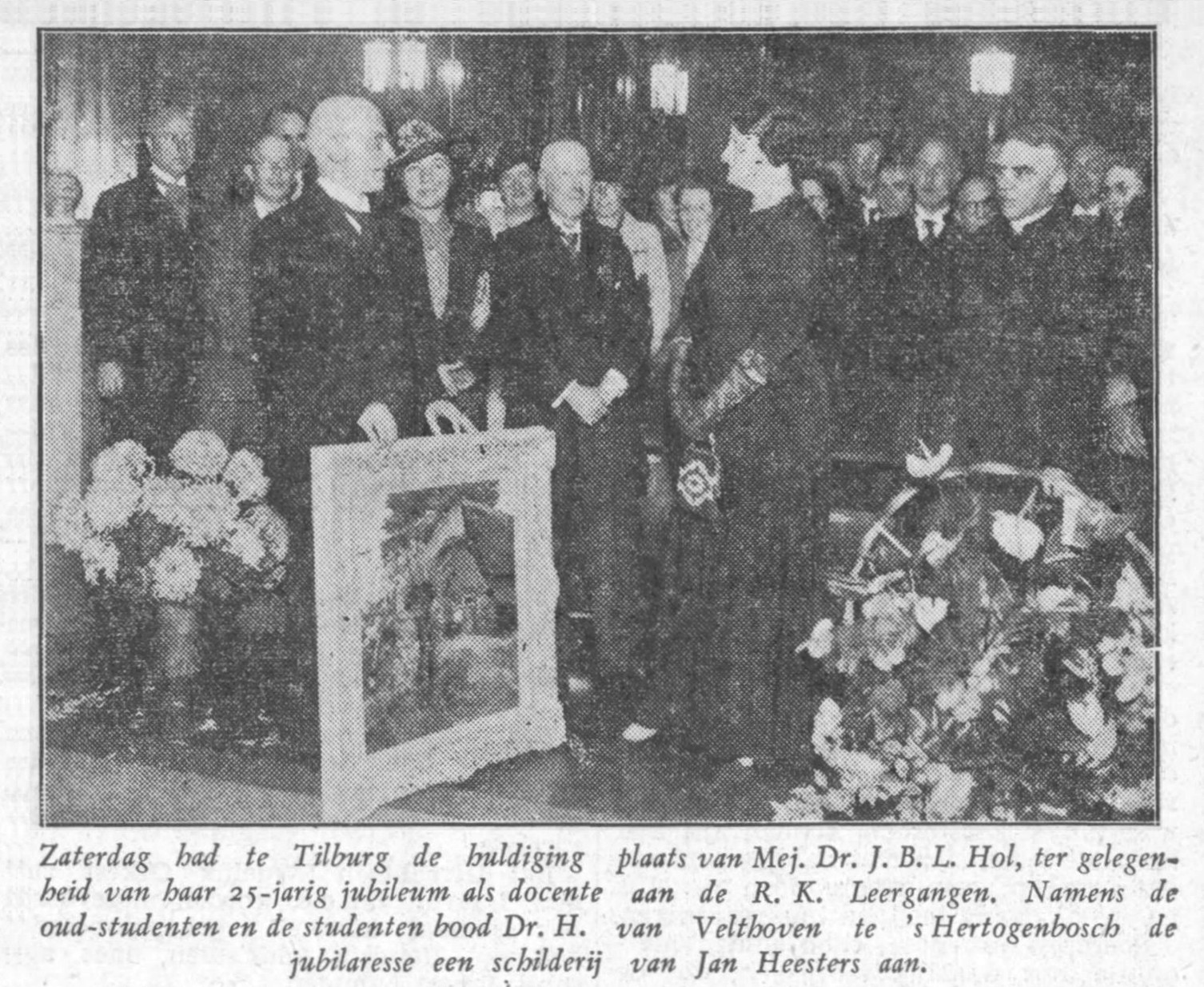
Huldiging van Jacoba Hol ter gelegenheid van haar 25-jarig jubileum als docente bij de RK Leergangen, 1939

De Katholieke Leergangen was een Nederlandse onderwijsinstelling in Tilburg.
Deze instelling werd op 4 juni 1912 opgericht te Amsterdam door Hendrik Moller. De bedoeling van dit instituut was een katholieke opleiding voor de middelbare-onderwijsbevoegdheid te scheppen (de MO-lerarenopleiding). Men begon met 55 studenten. In 1913 verhuisde de instelling naar Den Bosch en in 1918 kwam ze naar Tilburg.
Het instituut groeide voorspoedig en werd steeds veelzijdiger. Er kwamen opleidingen voor kunst, muziek en dans, handelswetenschappen, maatschappelijk werker, personeelsbeleid, techniek, lichamelijke opvoeding, journalistiek, leraarsopleidingen (Mollerinstituut) enzovoort. Ook cultureel en intellectueel bleek het instituut vrucht te dragen, waarvan de stimulering van het Noord-Brabants zelfbewustzijn een opmerkelijk ingrediënt was. Zo was de oprichting van het tijdschrift Brabantia Nostra een initiatief van studenten van deze instelling.
De Katholieke Leergangen begonnen zich steeds meer als een soort universiteit (toen: Hogeschool) te profileren, maar de Katholieke Universiteit kwam uiteindelijk in 1923 in Nijmegen. Tilburg moest zich tevreden stellen met een Handelshogeschool. Deze kwam er in 1927 op initiatief van de Leergangen. Het werd de voorloper van de huidige Universiteit van Tilburg. 
In de dertiger jaren was Joan Colette een van de docenten aan de Katholieke Leergangen. Hij gaf les in decoratieve schilderkunst en mozaïek aan de architectenopleiding aldaar. 
In de jaren 70 van de 20e eeuw kwamen de studenten in opstand tegen de door hen gevoelde autoritaire structuren. De studenten van de Academie voor Bouwkunst bijvoorbeeld liepen in 1968 te hoop tegen het 'autoritaire en dwangmatige leerplan van de Bossche School'. Er rezen nog andere conflicten en het Mollerinstituut werd in 1978 zeven weken lang bezet.
In de hierop volgende jaren verdween echter het idealisme en werd de marktfilosofie ook in het onderwijs steeds meer merkbaar. De verharding leidde tot de invoering van bedrijfsmatige methoden en - uiteraard - schaalvergroting en fusies. Dit alles leidde uiteindelijk ook tot de ondergang van de Katholieke Leergangen, toen 15.000 studenten tellend, als zelfstandig instituut. Op 17 december 1991 gingen de Katholieke Leergangen samen met de Pedagogisch Technische Hogeschool Nederland en de Hogeschool Eindhoven op in de Stichting Hoger Onderwijs Zuid-Nederland, die toen 35.000 studenten telde. De naam is in 1996 gewijzigd in Fontys Hogescholen.

## Externe bron
- Tilburgse geschiedenis